# 看不見的星星
〈看不見的星星〉（日语：／ Mienaihoshi */?）是日本女歌手中島美嘉的第21張單曲，也是日本電視台週三連續劇《超級特派員》的主題曲，於2007年2月21日作為她第四張原創專輯《YES 愛的諾言》的先行單曲發行。歌曲由長瀨弘樹作曲兼填詞，並由羽毛田丈史編曲。歌曲的主要風格為J-Pop跟抒情，並以「寂寞」作為主題。
歌曲獲得樂評家正面的評價，包括讚賞歌詞令人感動落淚，以及中島的歌聲敏感而充滿感情。歌曲發行後獲得商業上的成功，包括成功打進《Oricon公信榜》週榜單第4位，以及獲得日本唱片協會於實體唱片跟全曲下載的銷量認證。歌曲的音樂錄影帶由導演田所貴司負責拍攝，並以「自己在湖中的倒影」跟「鎖匙」反映作品的主題。
中島在〈看不見的星星〉發行前後多次演唱歌曲，包括在音樂節目《MUSIC STATION》、《COUNT DOWN TV》跟《POP JAM》。她也在2007年的「MIKA NAKASHIMA CONCERT TOUR 2007 YES MY JOY」與2015年的「MIKA NAKASHIMA CONCERT TOUR 2015 “THE BEST” DEARS & TEARS」等個人演唱會上多次演唱歌曲。

## 背景與發行
2006年，中島美嘉接連發行了〈CRY NO MORE〉、〈MY SUGAR CAT〉等遠離流行風格的單曲，並在年底以「NANA starring MIKA NAKASHIMA」名義發行單曲〈一色〉與專輯《THE END》，正式與電影《NANA》的角色身分劃上句號。雖然中島自己在過去一年樂在其中，但她認為這些並不是大眾能全面接受的作品，因此希望接下來能錄製迎合歌迷口味的歌曲。除了與過去一年的音樂計劃作區別外，中島亦希望尋回初出道時般的心境，因此決定下一首單曲採用抒情歌曲。在提出想要錄製抒情歌曲後，中島與工作人員一同從候補歌曲中挑選出適合的作品，在聽過〈看不見的星星〉後都認為這是一首出色的歌曲。歌曲的樣本為更有節奏感跟節奏藍調風格的作品，但決定收錄於專輯《YES 愛的諾言》後便改為更符合專輯感覺的編曲。由於久未錄製抒情歌曲，中島在最初錄音的時候曾對自己的唱法是否適合感到不安，但其後漸漸找回熟悉的感覺而順利錄製。
〈看不見的星星〉的發行消息於2006年12月公開，並同時公布歌曲成為2007年日本電視台週三連續劇《超級特派員》的主題曲，為中島第三首與連續劇作商業搭配的歌曲。單曲於2007年2月21日作為中島第四張原創專輯《YES 愛的諾言》的先行單曲發行。單曲亦收錄前一年曾以線上下載方式發行的尾崎豐翻唱曲〈I LOVE YOU〉，歌曲由原版的製作人須藤晃再次負責製作。

## 詞曲
〈看不見的星星〉由長瀨弘樹作曲兼填詞，並由羽毛田丈史編曲。歌曲是一首帶有福音元素的J-Pop風格中板抒情歌曲，全長5分18秒，以A大調創作，每分鐘達73拍。歌曲使用了鋼琴、風琴、電貝斯、結他與爵士鼓多個樂器，有著仿如冬天的清徹夜空般的寧靜聲音，並在後半部分加入了帶有福音感覺的和聲。
歌曲以「寂寞」作為主題，能夠理解為「分手後的寂寞」，也能理解為「即將結束的戀愛關係」所帶來的寂寞，並以夜空跟星星作為歌詞的樂想。歌曲亦唱出當愛上某人時油然而生的不安感，並帶著這份揮之不去的不安不自覺地向著夜空祈禱。

## 專業評價
《CD Journal》的編輯讚賞〈看不見的星星〉是一首擁有緩慢旋律跟有著透明感的治療福音和聲的中板抒情曲。他亦讚賞中島在歌曲上發揮出她的真本領，指她的歌聲敏感而充滿感情。Excite的編輯讚賞歌曲讓聽眾想起中島早期的〈WILL〉與〈雪花〉等作品，是一首展現豐富表情的抒情戀曲。
Hotexpress的平賀哲雄讚賞單憑想像便已經被歌曲所感動，而實際上〈看不見的星星〉也是一首給予宏大感動的抒情曲，並被歌曲末段的必殺歌詞震撼內心而流下淚水。《Oricon》的編輯讚賞歌曲是一首將難過而優美的旋律、艷亮的聲樂跟柔和的原音樂聲表現出來的優秀作品。他亦讚賞中島在歌曲的聲樂有著獨特的魅力。

## 商業成績
〈看不見的星星〉在發行後獲得商業上的成功。在實體唱片方面，首週以超過3萬張銷量空降《Oricon公信榜》週榜單第4位，成為中島自2005年的〈GLAMOROUS SKY〉後當時在榜單名次最高的單曲。單曲其後以超過5.6萬銷量登上2007年3月份月榜單第11位，並在年底登上2007年單曲年榜第128位。單曲的累積銷量達到60,985張，在榜週數達到8週，並獲日本唱片協會認證為金唱片。
在線上下載方面，〈看不見的星星〉於2008年4月獲日本唱片協會認證為白金唱片，代表歌曲的全曲下載次數已超過25萬次。

## 音樂錄影帶

錄影帶的其中一幕，展現出中島在房間窗邊歌唱的模樣

〈看不見的星星〉的音樂錄影帶由導演田所貴司負責拍攝，此前田所亦曾為中島拍攝〈火鳥〉、〈LEGEND〉與〈MY SUGAR CAT〉等歌曲的音樂錄影帶。錄影帶於2006年12月底拍攝，而且在中島剛回國還沒有調整好時差的情況下在東京都的攝影棚分兩天拍攝。跟過往作品不同，這次因為畫面的需求在拍攝歌唱場面時使用原曲兩倍的速度拍攝。
錄影帶主要分為三個部分，中島在錄影帶的開首出現於擁有歐洲街頭風格的街角上，其後則為中島在森林跟湖邊的場面。當中以「自己在湖中的倒影」以及「鎖匙」呈現出對於想念的人那些「必須切斷的思念」以及「不能切斷的思念」。而第三個場面則為中島以跟單曲封面相似的髮型與衣服出現在房間裡的畫面。在錄影帶的結尾，中島張開了緊握的手，露出手上拿著的鎖匙。
2020年4月，中島於YouTube的官方頻道上公開了音樂錄影帶的完整版本，截至2021年5月已錄得超過70萬次播放量。

## 現場表演
中島美嘉在〈看不見的星星〉發行前後曾多次在現場演唱歌曲。2007年2月17日，她登上了TBS電視台的音樂節目《COUNT DOWN TV》演唱歌曲。兩天後，她登上了富士電視台的音樂節目《HEY!HEY!HEY!MUSIC CHAMP》演唱歌曲。同月23日，她登上了朝日電視台的音樂節目《MUSIC STATION》演唱歌曲。同日，她亦登上了日本電視台的音樂節目《音樂戰士 MUSIC FIGHTER》演唱歌曲。兩天後，她登上了富士電視台的節目《新堂本兄弟》演唱歌曲。
同年3月2日，中島登上了NHK綜合頻道的音樂節目《POP JAM》演唱〈看不見的星星〉。同月24日，中島登上了日本電視台的音樂節目《夢之歌謠祭百萬歌手現場2007》演唱〈看不見的星星〉與〈雪花〉。她亦在同年8月19日登上日本電視台的音樂節目《Music Lovers》，演唱〈STARS〉、〈WILL〉與〈雪花〉的組曲，以及演唱〈LIFE〉跟〈看不見的星星〉。
中島亦曾在多場演唱會上演唱〈看不見的星星〉，包括2007年的「MIKA NAKASHIMA CONCERT TOUR 2007 YES MY JOY」、2009年的「MIKA NAKASHIMA CONCERT TOUR 2009 TRUST OUR VOICE」，以及2015年的「MIKA NAKASHIMA CONCERT TOUR 2015 “THE BEST” DEARS & TEARS」。

## 翻唱版本
2008年，日本女歌手美吉田月翻唱了〈看不見的星星〉，並收錄在她的翻唱專輯《pure flavor #2 ～key of love～》。

## 歌曲列表
| CD 線上下載 | CD 線上下載                  | CD 線上下載 |
| 曲序        | 曲目                         | 时长        |
| ----------- | ---------------------------- | ----------- |
| 1.          | 看不見的星星（）             | 5:18        |
| 2.          | I LOVE YOU                   | 4:31        |
| 3.          | 看不見的星星（Instrumental） | 5:18        |
| 4.          | I LOVE YOU（Instrumental）   | 4:28        |
| 总时长：    | 总时长：                     | 19:35       |

## 製作名單
資料來自〈看不見的星星〉內頁。

| 看不見的星星 - 長瀨弘樹－作曲、填詞 - 羽毛田丈史－編曲、聲音製作、聲音編排、編程、鋼琴、華利札、風琴 - 石川具幸－電貝斯 - 杉野俊之－爵士鼓 - 古川昌義－結他 - 押鐘貴之弦樂團－弦樂 - 阿薩托、布蘭達·沃恩－和聲 - 小林裕人－錄音、混音 - 藤田敦－錄音 - 酒井秀和－母帶處理 | I LOVE YOU - 尾崎豐－作曲、填詞 - Tomi Yo－編曲、聲音編排 - 須藤晃－製作 - 吉田翔平－弦樂編排、小提琴 - 齋藤吟思－小提琴 - 金孝珍－中提琴 - 寺田達郎－大提琴 - 齋藤慶明－錄音、混音 - 小貝俊一－錄音 - 酒井秀和－母帶處理 |

## 商業搭配
| 曲序 | 歌曲名稱         | 搭配項目                                 | 來源   |
| ---- | ---------------- | ---------------------------------------- | ------ |
| M-1  | 〈看不見的星星〉 | 日本電視台週三連續劇《超級特派員》主題曲 | [ 39 ] |
| M-2  | 〈I LOVE YOU〉   | 大發「Tanto CUSTOM」廣告歌曲             | [ 39 ] |

## 榜單與認證
| 榜單（2007年）             | 最高 位置 |
| -------------------------- | --------- |
| 日本單曲榜日榜單（Oricon） | 4         |
| 日本單曲榜週榜單（Oricon） | 4         |
| 日本單曲榜月榜單（Oricon） | 11        |
| 日本單曲榜年榜單（Oricon） | 128       |

| 地區                                  | 认证 | 认证单位/销量        |
| ------------------------------------- | ---- | -------------------- |
| 日本（日本唱片協會）                  | 金   | 100,000^             |
| 日本（日本唱片協會）                  | 白金 | 250,000（全曲下載）^ |
| *僅含認證的實際銷量 ^僅含認證的出貨量 |      |                      |

## 資料來源
1. ↑  . 台灣索尼音樂娛樂股份有限公司.   [2021-05-19]. （原始内容存档于2021-05-20） （中文（臺灣））.
2. ↑  . Tower Records. 2006-10-27  [2021-05-19]. （原始内容存档于2021-05-20） （日语）.
3. 1 2 3 4  神谷弘一、橋川良寛. . excite. 2007-02-13  [2021-05-19]. （原始内容存档于2007-02-16） （日语）.
4. 1 2 3  榑林史章. . Oricon. 2007-02-21  [2021-05-19]. （原始内容存档于2017-12-01） （日语）.
5. ↑  平賀哲雄. . Billboard JAPAN: 3. 2007-03-14  [2021-05-19]. （原始内容存档于2016-07-31） （日语）.
6. 1 2 3  . barks. 2006-12-20  [2021-05-19]. （原始内容存档于2007-11-05） （日语）.
7. ↑  . ナタリー. 2007-02-14  [2021-05-22]. （原始内容存档于2021-05-22） （日语）.
8. ↑  . barks. 2006-08-28  [2021-05-19]. （原始内容存档于2014-10-12） （日语）.
9. ↑  . Tower Records.   [2021-05-19]. （原始内容存档于2021-05-20） （日语）.
10. 1 2 3  . CD Journal.   [2021-05-19]. （原始内容存档于2010-06-12） （日语）.
11. ↑  . ヨドバシ.   [2021-05-19]. （原始内容存档于2021-05-20） （日语）.
12. ↑  . Tunebat.   [2021-05-19]. （原始内容存档于2021-05-20） （英语）.
13. 1 2   (單曲內頁). 中島美嘉. 日本索尼音樂娛樂. 2007-02-21.
14. 1 2 3  . Oricon.   [2021-05-19]. （原始内容存档于2007-04-17） （日语）.
15. 1 2  平賀哲雄. . hotexpress.   [2021-05-19]. （原始内容存档于2007-02-21） （日语）.
16. ↑  . excite.   [2021-05-19]. （原始内容存档于2007-04-02） （日语）.
17. ↑  . MusicTV Program.   [2021-05-19]. （原始内容存档于2016-04-10） （日语）.
18. ↑  . Oricon.   [2021-05-19]. （原始内容存档于2021-02-11） （日语）.
19. 1 2  . Oricon.   [2021-05-19]. （原始内容存档于2007-04-09） （日语）.
20. 1 2  . Oricon.   [2021-05-19]. （原始内容存档于2011-07-16）.
21. ↑  . 年代流行.   [2021-05-19]. （原始内容存档于2021-03-21） （日语）.
22. ↑  . Oricon.   [2021-05-19]. （原始内容存档于2020-01-12） （日语）.
23. 1 2  . Recording Industry Association of Japan.   [2021-05-19] （日语）. 在下拉菜单选择“2007年2月”
24. 1 2  . Recording Industry Association of Japan.   [2021-05-19] （日语）. 在下拉菜单选择“2008年4月”
25. 1 2 3 4  . Mika Nakashima official website.   [2021-05-20]. （原始内容存档于2009-11-10） （日语）.
26. ↑  . 中島美嘉 Official YouTube Channel於YouTube. 2020-04-15  [2021-05-20]. （原始内容存档于2021-05-20） （日语）.
27. ↑  . TBSテレビ.   [2021-05-19]. （原始内容存档于2007-02-10） （日语）.
28. ↑  . フジテレビ. 2007-02-19  [2021-05-19]. （原始内容存档于2018-04-11） （日语）.
29. ↑  . 朝日テレビ. 2007-02-23  [2021-05-19]. （原始内容存档于2021-05-20） （日语）.
30. ↑  . MusicTV Program.   [2021-05-19]. （原始内容存档于2017-09-17） （日语）.
31. ↑  . フジテレビ. 2007-02-25  [2021-05-19]. （原始内容存档于2009-04-23） （日语）.
32. ↑  . MusicTV Program.   [2021-05-20]. （原始内容存档于2018-07-23） （日语）.
33. ↑  . Oricon.   [2021-05-20]. （原始内容存档于2021-05-20） （日语）.
34. ↑  . 日本テレビ.   [2021-05-20]. （原始内容存档于2013-04-04） （日语）.
35. ↑  . Billboard JAPAN.   [2021-05-20]. （原始内容存档于2021-03-02） （日语）.
36. ↑  . Tower Records.   [2021-05-20]. （原始内容存档于2021-05-20） （日语）.
37. ↑  . Tower Records.   [2021-05-20]. （原始内容存档于2016-04-04） （日语）.
38. ↑  . Tower Records.   [2021-05-20]. （原始内容存档于2021-05-20） （日语）.
39. ↑  . RecoChoku.   [2021-05-19]. （原始内容存档于2021-05-20） （日语）.
40. ↑  . Oricon.   [2021-05-19]. （原始内容存档于2011-01-06） （日语）.
41. ↑  . Oricon.   [2021-05-19]. （原始内容存档于2010-06-16） （日语）.